# Юзефув (Мелецький повіт)
Юзефув (пол. Józefów) — село в Польщі, у гміні Тушув-Народовий Мелецького повіту Підкарпатського воєводства.
Населення — 115 осіб (2011).
У 1975-1998 роках село належало до Ряшівського воєводства.

## Демографія
Демографічна структура станом на 31 березня 2011 року:
|          | Загалом | Допрацездатний вік | Працездатний вік | Постпрацездатний вік |
| -------- | ------- | ------------------ | ---------------- | -------------------- |
| Чоловіки | 74      | 10                 | 56               | 8                    |
| Жінки    | 41      | 4                  | 28               | 9                    |
| Разом    | 115     | 14                 | 84               | 17                   |